# Ханья Хольм
Ханья Хольм, настоящее имя Йоханна Эккерт (англ. Hanya Holm; 3 марта 1893, Вормс, Германия — 3 ноября 1992, Нью-Йорк, США) — американская артистка балета, хореограф и педагог немецкого происхождения. Одна из так называемой «великой четвёрки» основоположников американского танца модерн, куда также входили Марта Грэм, Дорис Хамфри и Чарльз Вейдман.

## Биография
Йоханна Эккерт родилась в 1893 году в Вормсе (Германия). Её родителями были Валентин Эккерт, ресторатор и виноторговец, и Мария Мёршель, интересовавшаяся наукой и искусством. Детство Йоханны прошло в Майнце. Она посещала школу при монастыре и с раннего детства училась игре на фортепиано. Окончив консерваторию во Франкфурте-на-Майне, Йоханна затем училась в Институте музыки и ритма Эмиля Жак-Далькроза в Хеллерау. В 1917 году Эккерт вышла замуж за скульптора Рейнхольда Мартина Кунце. В 1920 году у них родился сын, однако в следующем году супруги развелись.
В 1920 году Эккерт увидела сольное выступление Мэри Вигман, которое произвело на неё такое впечатление, что она решила впредь заниматься не музыкой, а танцем. Она стала одной из первых учениц Вигман, а с 1921 года работала в её дрезденском институте как танцовщица и педагог. С 1923 по 1928 год Эккерт также гастролировала с труппой Вигман; именно тогда она взяла себе сценический псевдоним Ханья Хольм.
В 1931 году Хольм, переехав в США, открыла в Нью-Йорке американское отделение школы Вигман, где обучение танцу должно было вестись по её методе. Она также преподавала в ряде других учебных заведений, включая Беннингтонский колледж, и стала одним из пионеров танца модерн в США. Постепенно её сотрудничество с Вигман сошло на нет, и в 1936 году её школа получила название «Студия Ханьи Хольм» (Hanya Holm Studio), под которым просуществовала до 1967 года. В ней преподавались ритмика по Далькрозу, лабанотация, импровизация, анатомия, композиция, педагогика. На основе идей Вигман и Лабана Хольм создала собственную танцевальную технику, уделяя особое внимание свободе и плавности движения корпуса и стремясь передавать идеи и образы средствами чистого танца. Она также руководила собственной танцевальной труппой, с которой гастролировала по Америке и Европе.
В 1936 году Хольм впервые выступила в качестве хореографа целой концертной программы. В 1937 она создала оригинальную постановку на музыку Эдгара Вареза, «Trend», отмеченную премией The New York Times за лучшую групповую хореографию. Другой её известной работой стал «Tragic Exodus» на музыку Вивиан Файн (1939), за которую она получила премию журнала Dance Magazine за лучшую групповую хореографию в современном танце. В 1939 году артистка приняла американское гражданство и официально стала носить имя Ханья Хольм. В том же году она стала первой артисткой современного танца, чья постановка — «Metropolitan Daily» — транслировалась по телевидению.
В 1941 году по инициативе Хольм в Колорадо-Спрингс был создан Центр танца, где она впоследствии на протяжении 25 лет преподавала на ежегодных летних курсах. С 1948 года она также занималась постановкой хореографических эпизодов в бродвейских мюзиклах, таких как «Целуй меня, Кэт» (1948), «Милая Аида» (1952), «Моя прекрасная леди» (1956), «Где Чарли?» (1957), «Камелот» (1960). Хольм создала хореографию более десятка мюзиклов и стала первым хореографом, закрепившим авторское право на танец, благодаря использованию в 1952 году лабанотации для фиксирования хореографии мюзикла «Целуй меня, Кэт».
В 1960-х — 1980-х годах Ханья Хольм преподавала в Академии музыки и театра в Нью-Йорке, Университете Висконсина и Джульярдской школе. В числе её учеников были В. Беттис, Дж. Мур, Г. Тетли, Д. Редлих, А. Николайс. Артистка умерла в Нью-Йорке 3 ноября 1992 года в возрасте 99 лет.